# رالف دوبل
رالف دوبل (انگلیسی: Ralph Doubell؛ زادهٔ ۱۱ فوریه ۱۹۴۵) دونده اهل استرالیا بود.
وی در مسابقات کشوری و بین‌المللی در مجموع برندهٔ ۱ مدال طلا شده‌است.